# Citidin
Citidín (okrajšano C) je ribonukleozid, ki vsebuje z N-glikozidno vezjo spojena citozin in ribozo. Je sestavina ribonukleotidov in ribonukleinskih kislin.
Če je citozin pripet na deoskiribozo, se molekula imenuje deoksicitidin (sestavina deoksiribonukleotidov in deoksiribonukleinskih kislin). 

## Prehranski viri citidina
Prehranski vir citidina predstavlja hrana, ki je bogata z RNK, na primer meso, pivski kvas, ter hrana, bogata s pirimidini (npr. pivo). Pri prebavljanju se RNK razcepi na ribozilpirimidine (citidin in uridin), le-ti pa se absorbirajo skozi prebavila. Pri ljudeh se citidin iz prehranskih virov pretvori v uridin. 